# San José (Costa Rica)
São José (em castelhano: San José, nome também usado em português) é a capital e a maior cidade da República da Costa Rica. É também a capital da província com o mesmo nome. Foi fundada em 1738 pelos espanhóis, tornando-se pela primeira vez na nova capital costa-riquense em 1823, após a transferência de Cartago. É a segunda mais recente capital da América Latina, perdendo o título de mais nova para Brasília, em 1960.
Culturalmente pode considerar-se, quase na sua totalidade, com sendo de influência europeia. Tal deve-se à imigração espanhola a partir de seu descobrimento por parte de Cristóvão Colombo, influência que também os crioulos importaram da França e da Bélgica, de onde geralmente estudava a classe privilegiada do país no século XIX e no princípio do século XX. Isto pode-se ver na distribuição da cidade que cresceu ao redor da atual catedral e mais tarde na arquitetura dos teatros, museus e casas dos habitantes do centro da cidade.
A área metropolitana de São José compreende vários cantões da província de São José, incluindo o cantão central de São José.
A cidade é ainda sede da Corte Interamericana de Direitos Humanos e da Universidade da Costa Rica, e é servida pelo Aeroporto Internacional Juan Santamaría, a 23 km do centro, em Alajuela.
A cidade recebeu o seu nome em honra a São José.

## História
O cantão central de São José foi fundado em 7 de dezembro de 1848. Foi capital da Costa Rica em três ocasiões: em 1822, de 1823 a 1834 e desde 1838 até à atualidade. Trata-se de uma cidade caracterizada por uma mescla de história e modernidade, ainda que a zona central esteja quase desabitada, mantendo-se, no entanto, como o centro laboral costarriquense mais importante, congregando durante o dia mais de um milhão de pessoas. Apesar dos seus problemas, segundo estudos realizados no âmbito de toda a América Latina, São José é uma das cidades mais seguras e menos violentas de toda a região latino-americana. No ano 2006 foi designada Capital Ibero-americana da Cultura.

## Geografia
Localizada no centro do país, especificamente sobre a meseta intervulcânica chamada Valle Central, São José é o centro político, econômico e social mais importante do território nacional, assim como o eixo principal para o transporte e telecomunicações.

### Demografia
O distrito possui uma população urbana de 340.894 habitantes segundo estimativas de 2005. A população é de 7643 hab./km², e a população feminina representa 52% do total. Em 1950 a população de San José era de 86 900 habitantes.
Hoje, é a principal área metropolitana da Costa Rica. Também concentra grandes pólos industriais, além de metade do comércio e dos serviços do país.

### Clima
A cidade se localiza a 1 161 m acima do nível do mar, e desfruta de um clima estável ao longo do ano, com uma média de 23 °C e precipitação de 150 mm por mês.
| Dados climatológicos para São José (Aeroporto Internacional Juan Santamaría) | Dados climatológicos para São José (Aeroporto Internacional Juan Santamaría) | Dados climatológicos para São José (Aeroporto Internacional Juan Santamaría) | Dados climatológicos para São José (Aeroporto Internacional Juan Santamaría) | Dados climatológicos para São José (Aeroporto Internacional Juan Santamaría) | Dados climatológicos para São José (Aeroporto Internacional Juan Santamaría) | Dados climatológicos para São José (Aeroporto Internacional Juan Santamaría) | Dados climatológicos para São José (Aeroporto Internacional Juan Santamaría) | Dados climatológicos para São José (Aeroporto Internacional Juan Santamaría) | Dados climatológicos para São José (Aeroporto Internacional Juan Santamaría) | Dados climatológicos para São José (Aeroporto Internacional Juan Santamaría) | Dados climatológicos para São José (Aeroporto Internacional Juan Santamaría) | Dados climatológicos para São José (Aeroporto Internacional Juan Santamaría) | Dados climatológicos para São José (Aeroporto Internacional Juan Santamaría) |
| Mês                                                                          | Jan                                                                          | Fev                                                                          | Mar                                                                          | Abr                                                                          | Mai                                                                          | Jun                                                                          | Jul                                                                          | Ago                                                                          | Set                                                                          | Out                                                                          | Nov                                                                          | Dez                                                                          | Ano                                                                          |
| ---------------------------------------------------------------------------- | ---------------------------------------------------------------------------- | ---------------------------------------------------------------------------- | ---------------------------------------------------------------------------- | ---------------------------------------------------------------------------- | ---------------------------------------------------------------------------- | ---------------------------------------------------------------------------- | ---------------------------------------------------------------------------- | ---------------------------------------------------------------------------- | ---------------------------------------------------------------------------- | ---------------------------------------------------------------------------- | ---------------------------------------------------------------------------- | ---------------------------------------------------------------------------- | ---------------------------------------------------------------------------- |
| Temperatura máxima recorde (°C)                                              | 31,5                                                                         | 33,3                                                                         | 33,4                                                                         | 34,5                                                                         | 32,8                                                                         | 32,1                                                                         | 31,7                                                                         | 32,0                                                                         | 32,0                                                                         | 31,4                                                                         | 30,3                                                                         | 31,5                                                                         | 34,5                                                                         |
| Temperatura máxima média (°C)                                                | 28,2                                                                         | 29,1                                                                         | 29,9                                                                         | 30,3                                                                         | 28,8                                                                         | 28,2                                                                         | 28,2                                                                         | 28,3                                                                         | 27,8                                                                         | 27,1                                                                         | 27,2                                                                         | 27,9                                                                         | 28,4                                                                         |
| Temperatura média (°C)                                                       | 22,6                                                                         | 23,0                                                                         | 23,5                                                                         | 23,7                                                                         | 22,9                                                                         | 22,5                                                                         | 22,6                                                                         | 22,4                                                                         | 22,0                                                                         | 21,8                                                                         | 21,9                                                                         | 22,3                                                                         | 22,6                                                                         |
| Temperatura mínima média (°C)                                                | 18,5                                                                         | 18,7                                                                         | 18,8                                                                         | 19,1                                                                         | 19,2                                                                         | 19,0                                                                         | 19,0                                                                         | 18,8                                                                         | 18,3                                                                         | 18,5                                                                         | 18,3                                                                         | 18,3                                                                         | 18,7                                                                         |
| Temperatura mínima recorde (°C)                                              | 11,7                                                                         | 13,2                                                                         | 14,5                                                                         | 14,9                                                                         | 14,9                                                                         | 15,8                                                                         | 15,2                                                                         | 16,0                                                                         | 15,8                                                                         | 15,5                                                                         | 14,5                                                                         | 14,2                                                                         | 11,7                                                                         |
| Precipitação (mm)                                                            | 6,3                                                                          | 10,2                                                                         | 13,8                                                                         | 79,9                                                                         | 267,6                                                                        | 280,1                                                                        | 181,5                                                                        | 276,9                                                                        | 355,1                                                                        | 330,6                                                                        | 135,5                                                                        | 33,5                                                                         | 1 971                                                                        |
| Dias com precipitação                                                        | 3                                                                            | 3                                                                            | 5                                                                            | 10                                                                           | 23                                                                           | 22                                                                           | 20                                                                           | 22                                                                           | 26                                                                           | 25                                                                           | 17                                                                           | 8                                                                            | 184                                                                          |
| Umidade relativa (%)                                                         | 68                                                                           | 68                                                                           | 66                                                                           | 70                                                                           | 77                                                                           | 83                                                                           | 80                                                                           | 83                                                                           | 85                                                                           | 87                                                                           | 79                                                                           | 74                                                                           | 77                                                                           |
| Insolação (h)                                                                | 285,2                                                                        | 266,0                                                                        | 282,1                                                                        | 240,0                                                                        | 182,9                                                                        | 144,0                                                                        | 151,9                                                                        | 158,1                                                                        | 147,0                                                                        | 161,2                                                                        | 177,0                                                                        | 244,9                                                                        | 2 440,3                                                                      |
| Fonte: Deutscher Wetterdienst                                                |                                                                              |                                                                              |                                                                              |                                                                              |                                                                              |                                                                              |                                                                              |                                                                              |                                                                              |                                                                              |                                                                              |                                                                              |                                                                              |
| Fonte 2: NOAA (sol 1961–1990)                                                |                                                                              |                                                                              |                                                                              |                                                                              |                                                                              |                                                                              |                                                                              |                                                                              |                                                                              |                                                                              |                                                                              |                                                                              |                                                                              |

## Segurança
A cidade de San Jose é uma das capitais mais seguras da América Latina. A segurança da cidade está a cargo da polícia municipal de San Jose e a Força Pública da Costa Rica (o país aboliu as Forças Armadas na década de 1940).
Para 2012, as forças de segurança tiveram um novo orçamento de 75 mil milhões de colones (cerca de US $ 150 milhões), a implementação de melhorias nas reformas de San José de segurança cidadã. Além disso, em março do mesmo ano, o governo chinês doou recursos policiais às forças de segurança, incluindo 150 novos carros de patrulha, também usado em melhorias na segurança da cidade. Posteriormente, para o mês de junho, o país ea cidade reduziram suas taxas de criminalidade. Os índices de criminalidade caíram 12,5 a 9,5 por 100 000 habitantes, Costa Rica continua a ser o único país das Américas reduzir o seu crime durante esse mês.

## Distritos
A cidade é dividida em 11 distritos:
- Catedral
- El Carmen
- Hatillo
- Hospital
- La Uruca
- Mata Redonda
- Merced
- Pavas
- San Francisco de Dos Ríos
- San Sebastián
- Zapote

## Cidades-irmãs
- Manágua, Nicarágua
- Condado de Miami-Dade, Flórida, Estados Unidos
- San José, Califórnia, Estados Unidos
- McAllen, Texas, Estados Unidos
- Kfar Saba, Israel
- Okayama, Japão
- Santiago, Chile
- Guadalajara, México
- Rio de Janeiro, Brasil

### Parceiras
Mantém também parceria através do Programa das Nações Unidas para os Assentamentos Humanos (UN-HABITAT) e do Programa das Nações Unidas para o Meio Ambiente (PNUMA), em busca de cidades sociais e ambientalmente sustentáveis, com as seguintes localidades:
- Agadir, Souss-Massa-Draâ, Marrocos
- Bayamo, Granma, Cuba
- Beberibe, Ceará, Brasil
- Bobo Dioulasso, Hauts-Bassins, Burkina Faso
- Cienfuegos, Cienfuegos, Cuba
- Esmeraldas, Esmeraldas, Equador
- Guiyang, Guizhou, China
- Holguín, Holguín, Cuba
- Ismaília, Ismaília, Egito
- Kisumu, Nyanza, Quênia
- Marabá, Pará, Brasil
- Meknès, Meknès-Tafilalet, Marrocos
- Piranhas, Alagoas, Brasil
- Ponta Porã, Mato Grosso do Sul, Brasil
- Santa Clara, Villa Clara, Cuba
- Seogwipo, Jeju, Coreia do Sul
- Shenyang, Liaoning, China